# The History of Rock
The History of Rock é a primeira compilação do cantor Kid Rock, lançada a 30 de maio de 2000.

## Faixas
1. "Intro" - 1:07
2. "American Bad Ass" - 4:32
3. "Prodigal Son"	- 6:39
4. "Paid"	 Ritchie - 4:45
5. "Early Mornin' Stoned Pimp" - 7:14
6. "Dark & Grey" - 4:56
7. "3 Sheets to the Wind (What's My Name)" - 3:59
8. "Abortion" - 4:29
9. "I Wanna Go Back" - 5:28
10. "Ya' Keep On" - 3:53
11. "Fuck That" - 3:42
12. "Born 2 B a Hick" - 1:41
13. "My Oedipus Complex" - 8:21